# Keep Talking and Nobody Explodes
Keep Talking and Nobody Explodes é um jogo desenvolvido pela Steel Crate Games e lançado em Outubro de 2015. Neste jogo, um jogador deve desarmar as bombas, geradas proceduralmente, com a ajuda de outros jogadores que possuem um manual de desarme da bomba. O jogo foi projetado para ser jogado utilizando realidade virtual (embora em alguns casos pudesse ser jogado sem realidade virtual), lançado primeiro para Microsoft Windows e com ports posteriores para OS X, Linux, Android e PlayStation 4. Uma atualização para o jogo lançado em Agosto de 2018 removeu a obrigatoriedade de realidade virtual para os sistemas citados anteriormente, além de incluir versões para o Nintendo Switch, Xbox One, Android e iOS.

## Jogabilidade
O jogo foi desenvolvido para ser jogado, no mínimo, por duas pessoas: uma será o "Desarmador" (Defuser), jogando por meio de algum dispositivo (computador, headset de realidade virtual, celular); e as pessoas restantes serão os "Especialistas" (Experts), lendo o manual de desarme da bomba. O Desarmador não pode ler o manual, apenas pode contar com as instruções dos Especialistas; do outro lado, o Especialista não pode ver a bomba e depende apenas da descrições dadas pelo Desarmador sobre a bomba. A comunicação ocorre localmente (Ex.: todos jogando numa mesa) ou por meios online.
Cada bomba consiste em vários módulos; os módulos são independentes entre si e podem ser desarmados em qualquer ordem. A bomba é desarmada quando todos os módulos estão desarmados. Para desarmar os módulos, o Desarmador precisa descrever os módulos e suas mudanças para os Especialistas, que utilizarão o manual para determinar as ações do Desarmador. Outros módulos são "Carentes" (Needy); eles não podem ser desarmados e precisam de atenção periódica para não desligarem enquanto a bomba está armada. Toda bomba terá um contador que, se chegar ao zero, fará a bomba explodir. As bombas também terão um número máximo de "faltas" (Strikes) que são causados ao errar no desarmamento de algum módulo. A bomba explodirá se o limite de faltas for atingido. Outros obstáculos ao desarmar a bomba são: as luzes da sala desligando momentaneamente e o alarme para distrair o Desarmador.
Os módulos são quebra-cabeças com um conjunto instruções para serem resolvidos; por exemplo, o Especialista deverá guiar o Desarmador por um labirinto onde as paredes não estão visíveis para o Desarmador. Muitos módulos possuem mais de um estágio onde o Especialista precisará lembrar das ações dos estágios anteriores para prosseguir. O desarme de alguns módulos talvez dependa do número de faltas que foram cometidas ou objetos e textos ao redor da bomba: número de serial, baterias, etc.
O jogo é dividido em vários níveis onde é fixo o tempo máximo de desarme, o número máximo de faltas e o número de módulos, que são gerados de forma procedural. Cada nível possui níveis de habilidades diferentes, isto faz com que alguns módulos apareçam em um nível e em outro não.

## Desenvolvimento
O jogo foi originalmente criado para a Global Game Jam 2014 por Allen Pestaluky, Ben Kane e Brian Fetter.  Eles possuíam alguns kits de desenvolvimento de Oculos Rift e queiram tirar vantagem da realidade virtual que era novidade na época. Seu jogo original era um simulador de montanha-russa, que atraiu inúmeras pessoas, mas os três notaram que as pessoas que estavam esperando sua vez para utilizar o headset não compartilhavam da mesma alegria dos que estavam o utilizando. Isto deu a ideia de um jogo no qual o utilizador do headset e as pessoas assistindo pudessem participar. Dos vários cenários pensados, a ideia de desarmar uma bomba foi o mais interessante, além de poderem concluir o jogo durante a Game Jam.

## Recepção
A versão para PC de Keep Talking and Nobody Explodes recebeu notas "mistas ou médias" enquanto a versão para Playstation 4 recebeu notas "geralmente favoráveis", de acordo com o agregador de notas Metacritic.
O site Destructoid premiou o jogo com uma nota 9 de 10, dizendo "Se você está cansado de jogar Cards Against Humanity, Monopoly, e aquele jogo de tabuleiro Gargoyles no Laserdisc, então Keep Talking and Nobody explodes vai certamente te dar a emoção que você está buscando, considerando que você tenha amigos comprometidos com a tarefa a ser feita."